# Gebang (plaats in Cirebon)
Gebang is een bestuurslaag in het regentschap Cirebon van de provincie West-Java, Indonesië. Gebang telt 6298 inwoners (volkstelling 2010).